# Изменения скелета человека в результате перехода к прямохождению
Переход гоминид к прямохождению начался от четырёх до семи миллионов лет назад. Этот переход привёл к морфологическим изменениям в скелете человека, в том числе к изменениям размера и расположения костей стопы, размера и формы тазобедренного и коленного суставов, длины и формы ног, а также формы позвоночника. Существует несколько теорий, объясняющих эволюцию этих изменений.

## Энергетическая эффективность
Прямохождение человека на 75 % более экономично, по сравнению с передвижением шимпанзе как на четырёх, так и на двух конечностях. Некоторые гипотезы утверждают, что именно этот фактор сыграл главную роль в переходе к прямохождению.

## Изменения скелета

### Стопа
Переход к прямохождению привёл к развитию увеличенного пяточного отдела стопы, необходимого для поддержания равновесия при ходьбе и поддержанию увеличившейся массы тела. Изменилась также форма стопы: большой палец на ногах, располагавшийся у ранних гоминид так же, как на руках, поменял расположение, встав на одну линию с другими пальцами. Кроме того, образовался свод стопы в отличие от плоских стоп других гоминид. Все эти изменения способствуют экономии энергии во время передвижения.

### Бедро
Тазобедренный сустав человека существенно больше[прояснить], чем у гоминид, что обеспечивает поддержку тела большего веса. Эти[какие?] изменения приблизили позвоночник к тазу, что увеличило устойчивость при прямохождении и сократило расход энергии на поддержание равновесия при ходьбе.
Форма подвздошной кости изменилась с длинной и узкой на короткую и широкую, при этом крылья подвздошной кости расположились горизонтально. В совокупности эти изменения обеспечивают увеличение площади крепления ягодичных мышц, что помогает стабилизировать торс при стоянии на одной ноге. Крестец также увеличился в ширину, что привело к увеличению диаметра родового канала и облегчило роды. Седалищные кости увеличились, что улучшило крепление связок, поддерживающих брюшную полость при прямохождении.

### Колено
Коленные суставы увеличились по той же причине, что и суставы бедра, а именно, для поддержания увеличенного веса тела. Угол разгибания колена (угол между бедром и голенью, образуемый при ходьбе) уменьшился. Изменение формы коленного сустава позволило уменьшить потери энергии на вертикальное перемещение центра тяжести при передвижении.

### Конечности
Увеличение длины ног по мере развития прямохождения привело к изменениям в работе мышц. Усилие, необходимое при ходьбе, передаётся от мышц ног через лодыжку. Длинные ноги позволяют использовать при ходьбе естественное колебательное движение конечностей, поэтому не требуются дополнительные мышцы для передвижения вперёд другой ноги для следующего шага.
Верхние (передние) конечности, исключённые из процесса передвижения, видоизменились таким образом, что их стало возможно использовать для удержания предметов и тонких манипуляций с предметами. Это привело к снижению относительной силы верхних конечностей человека по сравнению с другими гоминидами. С переходом к прямохождению увеличилась роль ягодичных мышц, ставших одной из самых крупных мышц в организме человека. У шимпанзе эти мышцы намного меньше, что доказывает важную роль этой группы мышц в прямохождении. Ягодицы также препятствуют опрокидыванию корпуса вперёд во время бега.

### Череп
Человеческий череп уравновешен на позвоночнике: большое затылочное отверстие находится в нижней части черепа, что переносит значительную часть веса головы назад. Кроме того, плоская форма человеческого лица помогает сохранять равновесие черепа на затылочных мыщелках, благодаря чему поддержание головы возможно без дополнительных мышц и развитых надбровных дуг, наблюдаемых у человекообразных обезьян. В результате у человека мышцы лба используются исключительно для мимики.
Важнейшую роль в эволюции человека сыграло увеличение размера головного мозга, начавшееся примерно 2,4 миллиона лет назад. Современных размеров мозг достиг не позднее 500 тысяч лет назад. В результате, мозг человека в три-четыре раза превышает по размеру мозг ближайшего эволюционного предшественника — шимпанзе.Так же,в результате перехода к растительной и более мягкой пище, нижняя челюсть иногда становится меньше в размерах и более узкой (что так же повлекло за собой уменьшение в объеме жевательных мышц). Как правило, у людей с узкой челюстью либо с челюстью проксимального типа чаще диагностируется кариес и иные патологии ротовой полости.

### Позвоночник
С переходом к прямохождению позвоночник человека получил двойной изгиб: верхний (грудной) отдел выгнут назад, а нижний (поясничный) — вперёд. Без поясничного изгиба позвоночник постоянно наклонялся бы вперёд, что требовало бы гораздо больших мышечных усилий для поддержания равновесия. Наличие же двойного изгиба помещает проекцию центра тяжести тела прямо между ступнями, что даёт экономию энергии при ходьбе.

## Последствия
Даже с учётом многочисленных морфологических изменений, скелет человека до сих пор остаётся слабо приспособленным к прямохождению, что приводит к многочисленным заболеваниям опорно-двигательного аппарата. Так, у большого числа людей с возрастом начинаются проблемы с поясничным отделом позвоночника и коленными суставами: по некоторым данным, боль в пояснице является ведущей причиной потерянных рабочих дней. Артрит стал проблемой сразу после перехода гоминид к прямохождению: учёные обнаружили его следы в позвонках доисторических охотников-собирателей. Дальнейшие изменения суставов, которые могли бы исправить положение, невозможны из-за противоречия в требованиях устойчивости и эффективности передвижения.
Предполагается, что в результате перехода к прямохождению таз женщин должен был сузиться, чтобы они могли передвигаться на двух ногах. Из-за этого родовой канал изогнулся, что усложнило процесс рождения детей. Также в результате увеличения объёма головного мозга у младенцев, которых они вынашивали, увеличилась голова, усложняя процесс их прохождения через узкие родовые пути. Роды стали очень болезненными и опасными. В 1960 году антрополог Шервуд Уошберн назвал эту теорию «акушерской дилеммой».
Однако в последнее время эта теория оспаривается некоторыми учёными. Они утверждают, что в ранних обществах охотников-собирателей роды не были тяжёлыми. Однако после перехода людей к земледелию произошли изменения в строении тела людей: земледельцы, как свидетельствуют археологические находки, были значительно ниже ростом, чем охотники-собиратели. При этом чем меньше рост женщины, тем более узкие у неё бедра, то есть переход к земледелию усложнил процесс деторождения. С другой стороны, более богатый углеводами рацион земледельцев привёл к тому, что младенцы в утробе матери начали быстрее набирать вес, а большого ребенка родить гораздо труднее.